# Peter Hofstede
Peter Hofstede (Oosterbeek, 28 januari 1967) is een voormalige Nederlandse profvoetballer. De spits kwam tijdens zijn loopbaan uit voor verschillende clubs in de Nederlandse Eredivisie en Eerste divisie.

## Loopbaan
Peter Hofstede groeide op in Oosterbeek, provincie Gelderland, en kwam uit voor de plaatselijke amateurvereniging OVC '85. Op 23-jarige leeftijd werd hij in 1990 ingelijfd door Eerstedivisionist De Graafschap. In de eerste speelronde van seizoen 1990/91, op 18 augustus 1990, maakte Hofstede zijn profdebuut tegen NAC, waarbij hij één keer scoorde. De Graafschap had een team met onder andere Jurrie Koolhof naast Hofstede in de aanval en Erik ten Hag op het middenveld. De ploeg werd kampioen van de Eerste divisie en Hofstede werd met 31 doelpunten in 38 duels clubtopscorer.
Het volgende seizoen verliep minder goed. In de Eredivisie liep Hofstede in de derde speelronde een scheur op in het schouderkapsel en nadat dat genezen was, had hij moeite om zijn ritme te hervinden. Met een 17e plaats degradeerde de ploeg terug naar de Eerste divisie. Hofstede, die dat seizoen vier keer scoorde, tekende een contract bij Roda JC. Hier speelde hij geregeld en werd hij twee seizoenen achtereen clubtopscorer in de competitie. In seizoen 1993/94 eindigde Roda JC onder trainer Huub Stevens als zesde in de Eredivisie, één plaats te laag voor plaatsing voor Europees voetbal. In de zomer van 1994 ging Hofstede voor een transfersom van ongeveer een half miljoen gulden naar FC Utrecht, waar hij een driejarig contract tekende.
Bij FC Utrecht beleefde Hofstede een moeizame periode. In drie seizoenen maakte hij dertien competitiedoelpunten in 57 wedstrijden. Nadat zijn contract was afgelopen, ging hij over naar Helmond Sport. In dienst van de middenmoter in de Eerste divisie verliep vooral het seizoen 1998/99 voorspoedig voor Hofstede. Hij scoorde geregeld en tekende in de winterstop een contract dat hem vanaf de zomer van 1999 zou verbinden aan FC Emmen. De overgang vond vervolgens in maart 1999 vervroegd plaats en Hofstede scoorde in dat seizoen uiteindelijk 22 doelpunten voor Helmond Sport en FC Emmen, waarmee hij achter Harry van der Laan tweede werd op de topscorerslijst. Onder trainer Jan de Jonge speelde Hofstede nog twee seizoenen voor FC Emmen, waarbij in het eerste seizoen in de nacompetitie de promotie werd verspeeld aan FC Groningen. In 2001 tekende Hofstede een contract bij ADO Den Haag, waarmee hij in seizoen 2002/03 kampioen van de Eerste divisie werd en naar de Eredivisie promoveerde.
Zijn laatste seizoen, waarin hij nog vijf doelpunten in negentien duels scoorde, werd voor Hofstede overschaduwd door een hersenbloeding van zijn vriendin in de zomer van 2003. Omdat de zorg voor zijn vriendin en dochter in Oosterbeek en betaald voetbal in Den Haag niet te combineren viel, werd zijn contract per 1 april 2004 ontbonden. Enkele weken later kwam hij toch weer in actie voor ADO Den Haag, toen de club door blessures en een schorsing zonder aanvallers zat. In de laatste wedstrijden van het seizoen dwongen Hofstede en ADO lijfsbehoud in de Eredivisie af. Uiteindelijk speelde hij op 16 mei 2004 zijn laatste wedstrijd in het betaald voetbal.
Hofstede meldde zich vervolgens aan bij amateurvereniging FC Lienden, dat in 2004 kampioen in de Derde klasse was geworden. Onder trainer Hans Kraay jr. werd Lienden in 2005 kampioen van de Tweede klasse en werd in 2006 promotie naar de Hoofdklasse afgedwongen. Hofstede besloot in december 2006 te stoppen met voetbal omdat het niet te combineren viel met zijn functie als technisch manager bij ADO Den Haag. In april 2008 gingen Hofstede en ADO Den Haag per direct uit elkaar. Hierna werd hij technisch manager bij De Graafschap en Telstar.

## Privé
Peter Hofstede is een jongere broer van Arno Hofstede, die tussen 1985 en 1998 betaald voetbal speelde voor Go Ahead Eagles, sc Heerenveen en Willem II.

## Erelijst
- Kampioen Eerste divisie (seizoenen 1990/91 en 2002/03)

## Clubstatistieken
| Seizoen               | Club                  | Competitie            | Duels | Goals |
| --------------------- | --------------------- | --------------------- | ----- | ----- |
| 1990/91               | De Graafschap         | Eerste divisie        | 38    | 31    |
| 1991/92               | De Graafschap         | Eredivisie            | 28    | 4     |
| 1992/93               | Roda JC               | Eredivisie            | 32    | 12    |
| 1993/94               | Roda JC               | Eredivisie            | 34    | 16    |
| 1994/95               | FC Utrecht            | Eredivisie            | 25    | 10    |
| 1995/96               | FC Utrecht            | Eredivisie            | 23    | 3     |
| 1996/97               | FC Utrecht            | Eredivisie            | 9     | 0     |
| 1997/98               | Helmond Sport         | Eerste divisie        | 29    | 12    |
| 1998/99               | Helmond Sport         | Eerste divisie        | 22    | 18    |
| 1998/99               | Emmen                 | Eerste divisie        | 9     | 4     |
| 1999/00               | Emmen                 | Eerste divisie        | 31    | 13    |
| 2000/01               | Emmen                 | Eerste divisie        | 26    | 14    |
| 2001/02               | ADO Den Haag          | Eerste divisie        | 28    | 10    |
| 2002/03               | ADO Den Haag          | Eerste divisie        | 30    | 8     |
| 2003/04               | ADO Den Haag          | Eredivisie            | 19    | 5     |
| Totaal Eredivisie     | Totaal Eredivisie     | Totaal Eredivisie     | 170   | 50    |
| Totaal Eerste divisie | Totaal Eerste divisie | Totaal Eerste divisie | 223   | 110   |
| Totaal                | Totaal                | Totaal                | 393   | 160   |